# Arinae
I pappagalli neotropicali (sottofamiglia Arinae Gray, 1840) appartengono alla famiglia dei pappagalli veri e propri, gli Psittacidae. Alcune specie si sono estinte in secoli recenti.
Essi vivono nell'America tropicale, dal Messico meridionale al Paraguay. Sono provvisti di grande becco, con la mandibola superiore lunga e fortemente uncinata. La pelle sulle guance e intorno agli occhi è nuda, eccetto qualche piccolissima penna qua e là.

## Descrizione
Il più grande è l'ara giacinto, lunga 90 cm, di un blu cobalto per tutto il piumaggio. La sua diffusione è limitata alle giungle interne del bacino dell'Amazzonia. Le specie più piccole sono solitamente verdi.
L'ara scarlatta o scarlatta, diffusa dal Messico alla Bolivia, lunga 80 cm, 60 dei quali di coda. È prevalentemente scarlatta, eccetto che per le coperture gialle delle ali (piccole penne che ricoprono la base delle penne più grandi delle ali e della coda) e per il blu delle penne da volo, delle penne della parte bassa del dorso e di quelle esterne della coda. L'ara blu e gialla, diffusa dal Panama al Paraguay, è solo leggermente più piccola. È di uno splendido blu sulla corona, sulla nuca, sul dorso, sulle ali e sulla parte superiore della coda, di un giallo dorato nella parte inferiore; coda compresa. Possiede una larga macchia nera sulla gola; il becco è nero e i lati bianchi della faccia sono segnati da linee nere ondulate. L'ara militare, o grande ara verde, lunga 75 cm e diffusa dal Messico al Brasile, è verde, con tonalità blu sulle penne da volo, sul codrione e sulle coperture della coda, con una fascia cremisi sulla fronte e rossa sulla parte superiore della coda.

## Biologia

### Comportamento
Le are si spostano in rumorosi stormi, eccetto che durante la riproduzione. Il loro giorno inizia con un chiassoso coro, nel momento in cui lasciano i loro nidi e si raccolgono su un albero. Quivi si godono il caldo al sole del primo mattino, prima di andare a nutrirsi. Non appena sopraggiunge il caldo del mezzogiorno, cercano l'ombra, ma quando i raggi del sole cominciano a farsi più deboli, vanno di nuovo in cerca di nutrimento. Al crepuscolo, tornano al punto di riunione, solitamente un albero spoglio, prima di disperdersi ciascuno verso il proprio nido.

### Alimentazione
La maggior parte delle are si cibano di semi, noci e frutti; le più grosse di loro rompono col becco perfino noci a guscio assai duro come le noci del Brasile, e ne estraggono la mandorla col becco e con l'aiuto della lingua carnosa. È difficile ottenere dettagli precisi circa il loro modo naturale di nutrirsi ma, in cattività, benché i cibi fondamentali siano quelli menzionati, pare che essi prediligano cibi quali pane, burro, dolci, e si sa che i pappagalli domestici afferrano con prontezza la carne. Può quindi darsi che, in natura, si cibino anche di qualche insetto. Questo possibilmente spiega, almeno in parte, la loro prontezza nel ridurre in pezzi ogni struttura legnosa, come i bordi delle gabbie o i telai in legno nell'uccelliera. In natura, tale attività servirebbe loro a portare allo scoperto le larve degli insetti.

### Riproduzione
Ad eccezione dell'ara giacinto, che si dice nidifichi in buche negli argini di terra, le are fanno il nido nelle cavità degli alberi, talvolta a notevole altezza dal suolo. Una volta deposte le uova, le are divengono aggressive verso chiunque si avvicini al nido. Perfino il pappagallo domestico resiste al suo proprietario che cerchi di rendersi conto di quanto sta accadendo. Disponiamo di notizie abbastanza precise circa il comportamento durante la riproduzione dell'ara blu e gialla; esse si basano principalmente su osservazioni pubblicate da Donald Risdon, nell'«Avicultural Magazine» del 1965. Egli trovò poca differenza tra maschio e femmina, eccetto che il maschio arrossisce quando è eccitato, con la pelle nuda della faccia che diviene rosa intenso. La femmina arrossisce raramente, e quando ciò accade il colore si manifesta appena. Al tempo stesso in cui arrossisce, il maschio scuote la testa su e giù e contrae le pupille degli occhi. Quando i due uccelli di Risdon manifestarono sintomi di inizio della fase riproduttiva, egli diede loro del legno marcio, che essi masticarono alla maniera tipica delle are. Le uova sono lievemente più grosse delle uova del piccione. Il piccolo è ancora nudo e cieco ad una settimana di vita. Le penne delle ali cominciano a spuntare a quattro settimane, allorquando il becco si scurisce e gli occhi si aprono. Cominciano poi a crescere le penne sul dorso; seguono le penne della coda e, più tardi, quelle del resto del corpo e della testa. La giovane ara si ricopre completamente di piume a partire dall'età di 10 settimane. Essa non lascia il nido per altre tre settimane, se non per appollaiarsi all'entrata. I genitori, durante tal periodo, la nutrono mediante rigurgito. A sei mesi, la giovane ara ha le stesse dimensioni dei genitori ed è di sembianze simili.

## Tassonomia
La sottofamiglia Arinae comprende i seguenti generi e specie:
- Genere Anodorhynchus Spix, 1824
  - Anodorhynchus hyacinthinus  (Latham, 1790) - ara giacinto
  - Anodorhynchus leari  Bonaparte, 1856 - ara indaco
  - Anodorhynchus glaucus † (Vieillot, 1816) - ara glauca
- Genere Cyanopsitta Bonaparte, 1854
  - Cyanopsitta spixii  (Wagler, 1832) - ara di Spix
- Genere Ara Lacépède, 1799
  - Ara ararauna (Linnaeus, 1758) - ara gialloblu
  - Ara glaucogularis Dabbene, 1921 - ara golablu
  - Ara militaris (Linnaeus, 1766) - ara militare
  - Ara ambiguus (Bechstein, 1811) - ara verde
  - Ara macao (Linnaeus, 1758) - ara scarlatta
  - Ara chloropterus G.R.Gray, 1859 - ara rossoverde
  - Ara tricolor † (Bechstein, 1811) - ara rossa di Cuba
  - Ara rubrogenys Lafresnaye, 1847 - ara fronterossa
  - Ara severus (Linnaeus, 1758) - ara frontecastana
- Genere Orthopsittaca Bonaparte, 1854
  - Orthopsittaca manilata (Boddaert, 1783) - ara panciarossa
- Genere Primolius Bonaparte, 1857
  - Primolius couloni (P.L.Sclater, 1876) - ara testablu
  - Primolius maracana Vieillot, 1816 - ara aliblu
  - Primolius auricollis (Cassin, 1853) - ara dal collare
- Genere Diopsittaca Ridgway, 1912
  - Diopsittaca nobilis  (Linnaeus, 1758) - ara spallerosse
- Genere Rhynchopsitta Bonaparte, 1854
  - Rhynchopsitta pachyrhyncha (Swainson, 1827) - pappagallo beccospesso
  - Rhynchopsitta terrisi  R.T.Moore, 1947 - pappagallo frontemarrone
- Genere Ognorhynchus Bonaparte, 1857
  - Ognorhynchus icterotis  (Massena & Souancé, 1854) - pappagallo guancegialle
- Genere Guaruba Lesson, 1830
  - Guaruba guarouba (J.F.Gmelin, 1788) - parrocchetto dorato
- Genere Aratinga Spix, 1824
  - Aratinga weddellii (Deville, 1851) - parrocchetto testascura
  - Aratinga solstitialis (Linnaeus, 1758) - parrocchetto del sole
  - Aratinga nenday  (Vieillot, 1823) - parrocchetto nanday
  - Aratinga maculata (Statius Müller, 1776) - parrocchetto pettozolfo
  - Aratinga jandaya (J.F.Gmelin, 1788) - parrocchetto jandaya
  - Aratinga auricapillus (Kuhl, 1820) - parrocchetto capodorato
- Genere Eupsittula Bonaparte, 1853
  - Eupsittula nana (Vigors, 1830) - parrocchetto golaoliva
  - Eupsittula canicularis (Linnaeus, 1758) - parrocchetto frontearancio
  - Eupsittula aurea (J.F.Gmelin, 1788) - parrocchetto frontepesca
  - Eupsittula pertinax (Linnaeus, 1758) - parrocchetto golabruna
  - Eupsittula cactorum (Kuhl, 1820) - parrocchetto della caatinga
- Genere Thectocercus Ridgway, 1912
  - Thectocercus acuticaudatus (Vieillot, 1818) - conuro capoazzurro
- Genere Psittacara Vigors, 1825
  - Psittacara holochlorus (P.L.Sclater, 1859) - parrocchetto verde
  - Psittacara brevipes (Lawrence, 1871) - parrocchetto di Socorro
  - Psittacara rubritorquis (P.L.Sclater, 1887) - parrocchetto golarossa
  - Psittacara strenuus (Ridgway, 1915) - conuro del Pacifico
  - Psittacara wagleri (G.R.Gray, 1845) - parrocchetto frontescarlatta
  - Psittacara mitratus (Tschudi, 1844) - parrocchetto mitrato
  - Psittacara erythrogenys (Lesson, 1844) - parrocchetto mascherato
  - Psittacara finschi (Salvin, 1871) - parrocchetto frontecremisi
  - Psittacara leucophthalmus (Müller, 1776) - parrocchetto occhibianchi
  - Psittacara euops (Wagler, 1832) - parrocchetto di Cuba
  - Psittacara chloropterus (Souancé, 1856) - parrocchetto di Hispaniola
- Genere Leptosittaca Berlepsch e Stolzmann, 1894
  - Leptosittaca branickii Berlepsch & Stolzmann, 1894 - parrocchetto piumedorate
- Genere Conuropsis Salvadori, 1891
  - Conuropsis carolinensis † (Linnaeus, 1758) - parrocchetto della Carolina
- Genere Cyanoliseus Bonaparte, 1854
  - Cyanoliseus patagonus (Vieillot, 1818) - parrocchetto delle tane
- Genere Pyrrhura Bonaparte, 1856
  - Pyrrhura cruentata (Wied-Neuwied, 1820) - parrocchetto golablu
  - Pyrrhura devillei (Massena & Souancé, 1854) - parrocchetto aliflammee
  - Pyrrhura frontalis (Vieillot, 1818) - parrocchetto panciamarrone
  - Pyrrhura lepida (Wagler, 1832) - parrocchetto perlato
  - Pyrrhura perlata (von Spix, 1824) - parrocchetto panciacremisi
  - Pyrrhura molinae (Massena & Souancé, 1854) - parrocchetto guanceverdi
  - Pyrrhura picta (Statius Müller, 1776) - parrocchetto pittato
  - Pyrrhura amazonum Hellmayr, 1906 - parrocchetto di Hellmayr
  - Pyrrhura lucianii (Deville, 1851) - parrocchetto di Deville
  - Pyrrhura roseifrons (G.R.Gray, 1859) - parrocchetto capirosso
  - Pyrrhura leucotis (Kuhl, 1820) - parrocchetto guancebianche
  - Pyrrhura griseipectus Salvadori, 1900 - parrocchetto pettogrigio
  - Pyrrhura pfrimeri Miranda-Ribeiro, 1920 - parrocchetto di Pfrimer
  - Pyrrhura emma Salvadori, 1891 - parrocchetto del Venezuela
  - Pyrrhura viridicata Todd, 1913 - parrocchetto di Santa Marta
  - Pyrrhura egregia (P.L.Sclater, 1881) - parrocchetto spalleflammee
  - Pyrrhura melanura (von Spix, 1824) - parrocchetto codamarrone
  - Pyrrhura orcesi Ridgely & Robbins, 1988 - parrocchetto di El Oro
  - Pyrrhura rupicola (Tschudi, 1844) - parrocchetto capinero
  - Pyrrhura albipectus Chapman, 1914 - parrocchetto collobianco
  - Pyrrhura calliptera (Massena & Souancé, 1854) - parrocchetto pettobruno
  - Pyrrhura hoematotis Souancé, 1857 - parrocchetto guancerosse
  - Pyrrhura rhodocephala (P.L.Sclater & Salvin, 1871) - parrocchetto testarosa
  - Pyrrhura hoffmanni (Cabanis, 1861) - parrocchetto alizolfo
- Genere Enicognathus G.R.Gray, 1840
  - Enicognathus ferrugineus  (Statius Müller, 1776) - parrocchetto australe
  - Enicognathus leptorhynchus  (King, 1831) - parrocchetto beccosottile
- Genere Myiopsitta Bonaparte, 1854
  - Myiopsitta monachus (Boddaert, 1783) - parrocchetto monaco
- Genere Psilopsiagon Ridgway, 1912
  - Psilopsiagon aymara (d'Orbigny, 1839) - parrocchetto cappuccino
  - Psilopsiagon aurifrons (Lesson, 1830) - parrocchetto montano
- Genere Bolborhynchus Bonaparte, 1857
  - Bolborhynchus lineola (Cassin, 1853) - parrocchetto barrato
  - Bolborhynchus orbygnesius (Souancé, 1856) - parrocchetto delle Ande
  - Bolborhynchus ferrugineifrons (Lawrence, 1880) - parrocchetto fronterossiccia
- Genere Forpus Boie, 1858
  - Forpus cyanopygius  (Souancé, 1856) - pappagallino del Messico
  - Forpus passerinus (Linnaeus, 1758) - pappagallino groppaverde
  - Forpus xanthopterygius (von Spix, 1824) - pappagallino aliblu
  - Forpus conspicillatus (Lafresnaye, 1848) - pappagallino dagli occhiali
  - Forpus modestus (Cabanis, 1849) - pappagallino beccoscuro
  - Forpus coelestis (Lesson, 1847) - pappagallino del Pacifico
  - Forpus xanthops (Salvin, 1895) - pappagallino facciagialla
- Genere Brotogeris Vigors, 1825
  - Brotogeris tirica  (J.F.Gmelin, 1788) - parrocchetto disadorno
  - Brotogeris versicolurus (Statius Müller, 1776) - parrocchetto alicanarino
  - Brotogeris chiriri (Vieillot, 1818) - parrocchetto chiriri
  - Brotogeris pyrrhoptera (Latham, 1802) - parrocchetto guancegrigie
  - Brotogeris jugularis (Statius Müller, 1776) - parrocchetto mentoarancio
  - Brotogeris cyanoptera (Pelzeln, 1870) - parrocchetto alicobalto
  - Brotogeris chrysoptera (Linnaeus, 1766) - parrocchetto alidorate
  - Brotogeris sanctithomae (Statius Müller, 1776) - parrocchetto tui
- Genere Nannopsittaca Ridgway, 1912
  - Nannopsittaca panychlora (Salvin & Godman, 1883) - pappagallino dei tepui
  - Nannopsittaca dachilleae O'Neill, Munn & Franke, 1991 - pappagallino amazzonico
- Genere Touit G.R.Gray, 1855
  - Touit batavicus (Boddaert, 1783) - pappagallino codalilla
  - Touit huetii (Temminck, 1830) - pappagallino spallescarlatte
  - Touit costaricensis (Cory, 1913) - pappagallino fronterossa
  - Touit dilectissimus (P.L.Sclater & Salvin, 1871) - pappagallino fronteblu
  - Touit purpuratus (J.F.Gmelin, 1788) - pappagallino groppazaffiro
  - Touit melanonotus (Wied-Neuwied, 1820) - pappagallino dorsobruno
  - Touit surdus (Kuhl, 1820) - pappagallino codadorata
  - Touit stictopterus (P.L.Sclater, 1862) - pappagallino alimacchiate
- Genere Pionites Heine, 1890
  - Pionites melanocephalus (Linnaeus, 1758) - caicco testanera
  - Pionites leucogaster (Kuhl, 1820) -  caicco ventrebianco
- Genere Pyrilia Bonaparte, 1856
  - Pyrilia haematotis  (P.L.Sclater & Salvin, 1860) - pappagallo cappuccino
  - Pyrilia pulchra (Berlepsch, 1897) - pappagallo facciarosa
  - Pyrilia barrabandi (Kuhl, 1820) - pappagallo guancearancio
  - Pyrilia pyrilia (Bonaparte, 1853) - pappagallo testazafferano
  - Pyrilia caica (Latham, 1790) - pappagallo caica
  - Pyrilia vulturina (Kuhl, 1820) - pappagallo vulturino
  - Pyrilia aurantiocephala (Gaban-Lima, Raposo & Höfling, 2002) - pappagallo calvo
- Genere Pionopsitta Bonaparte, 1854
  - Pionopsitta pileata  (Scopoli, 1769) - pappagallo pileato
- Genere Hapalopsittaca Ridgway, 1912
  - Hapalopsittaca melanotis (Lafresnaye, 1847) - pappagallo alinere
  - Hapalopsittaca amazonina  (Des Murs, 1845) - pappagallo facciaruggine
  - Hapalopsittaca fuertesi  (Chapman, 1912) - pappagallo alindaco
  - Hapalopsittaca pyrrhops  (Salvin, 1876) - pappagallo facciarossa
- Genere Alipiopsitta Caparroz & Pacheco, 2006
  - Alipiopsitta xanthops  (von Spix, 1824) - amazzone facciagialla
- Genere Graydidascalus Bonaparte, 1854
  - Graydidascalus brachyurus  (Temminck & Kuhl, 1820) - pappagallo codacorta
- Genere Pionus Wagler, 1832
  - Pionus menstruus  (Linnaeus, 1766) - pappagallo testablu
  - Pionus sordidus (Linnaeus, 1758) - pappagallo beccocorallino
  - Pionus maximiliani (Kuhl, 1820) - pappagallo testasquamata
  - Pionus tumultuosus (Tschudi, 1844) - pappagallo corona di prugna
  - Pionus seniloides (Massena & Souancé, 1854) - pappagallo testabianca
  - Pionus senilis (von Spix, 1824) - pappagallo corona bianca
  - Pionus chalcopterus (Fraser, 1841) - pappagallo alibronzate
  - Pionus fuscus (Statius Müller, 1776) - pappagallo fosco
- Genere Amazona
  - Amazona leucocephala (Linnaeus, 1758) - amazzone di Cuba
  - Amazona collaria (Linnaeus, 1758) - amazzone beccogiallo
  - Amazona ventralis (Statius Müller, 1776) - amazzone di Hispaniola
  - Amazona albifrons (Sparrman, 1788) - amazzone frontebianca
  - Amazona xantholora (G.R.Gray, 1859) - amazzone redini gialle
  - Amazona agilis (Linnaeus, 1758) - amazzone becconero
  - Amazona vittata (Boddaert, 1783) - amazzone di Portorico
  - Amazona tucumana (Cabanis, 1885) - amazzone del Tucuman
  - Amazona pretrei (Temminck, 1830) - amazzone occhirossi
  - Amazona viridigenalis (Cassin, 1853) - amazzone capirossa
  - Amazona finschi (P.L.Sclater, 1864) - amazzone capolilla
  - Amazona autumnalis (Linnaeus, 1758) - amazzone redini rosse
  - Amazona diadema (von Spix, 1824)
  - Amazona dufresniana (Shaw, 1812) - amazzone guanceblu
  - Amazona rhodocorytha (Salvadori, 1890) - amazzone cigliarosse
  - Amazona brasiliensis (Linnaeus, 1758) - amazzone codarossa
  - Amazona festiva (Linnaeus, 1758) - amazzone festosa
  - Amazona barbadensis (J.F.Gmelin, 1788) - amazzone spallegialle
  - Amazona aestiva (Linnaeus, 1758)  - amazzone fronteblu
  - Amazona oratrix Ridgway, 1887 - amazzone testagialla
  - Amazona tresmariae Nelson, 1900-amazzone delle isole Marias
  - Amazona auropalliata (Lesson, 1842) - amazzone nucagialla
  - Amazona ochrocephala (J.F.Gmelin, 1788) - amazzone capogiallo
  - Amazona amazonica (Linnaeus, 1766) - amazzone aliarancio
  - Amazona mercenarius (Tschudi, 1844) - amazzone nucasquamata
  - Amazona kawalli Grantsau & Camargo, 1989 - amazzone di Kawall
  - Amazona farinosa (Boddaert, 1783) - amazzone farinosa
  - Amazona vinacea (Kuhl, 1820) - amazzone vinata
  - Amazona versicolor (Statius Müller, 1776) - amazzone di Saint Lucia
  - Amazona arausiaca (Statius Müller, 1776) - amazzone collorosso
  - Amazona guildingii (Vigors, 1837) - amazzone di Saint Vincent
  - Amazona imperialis Richmond, 1899 - amazzone imperiale
- Genere Deroptyus Wagler, 1832
  - Deroptyus accipitrinus (Linnaeus, 1758) - pappagallo dal ventaglio
- Genere Triclaria Wagler, 1832
  - Triclaria malachitacea (von Spix, 1824) - pappagallo panciablu

## Specie estinte
L'ara rossa della Giamaica non è stata più vista dal 1765, e l'ara verde e gialla della stessa isola si è estinta agli inizi del XIX secolo. L'ara rossa della Guadalupe si estinse un secolo prima e l'ara verde e gialla dominicana alla fine del XVIII secolo. L'ara della Martinica non è stata più avvistata a partire dal 1640 e, da ultimo, ve n'è una che è stata chiamata l'ara misteriosa. Non se ne conoscono esemplari, ma ne è stata pubblicata una descrizione nel 1658, e ciò è tutto quanto sappiamo di essa, eccetto che viveva su «una» delle isole indiane occidentali.